# Mancomunidad Alto Tormes
La mancomunidad Alto Tormes es una agrupación administrativa de municipios en la provincia de Salamanca, Castilla y León, España.

## Municipios
- Armenteros (Anejos: Íñigo Blasco, Navahombela, Pero Fuertes, Revalvos y Revilla de Codes)
- Cespedosa de Tormes
- Chagarcía Medianero (Anejo: Juarros)
- Gallegos de Solmirón
- Horcajo Medianero (Anejos: Padiernos, Sanchopedro de Abajo, Sanchopedro de Arriba, Valdejimena y Valverde de Gonzaliáñez)
- Navamorales
- Puente del Congosto (Anejo: Bercimuelle)
- La Tala
- El Tejado (Anejos: La Casilla y La Magdalena)